# Ringer-Kadettenweltmeisterschaften
Die Weltmeisterschaften im Ringen der Kadetten finden in den Stilarten griechisch-römisch, Freistil und Freistil der Frauen statt. Die ersten Kadetten-Weltmeisterschaften fanden 1975 statt. Danach gab es bis 1987 drei weitere Weltmeisterschaften, ehe von 1987 bis 1999 jährlich Kadetten-Weltmeisterschaften stattfanden. Die erste Weltmeisterschaft nach 1999 fand 2011 statt.

## Überblick
Abkürzungen: Gwk = Gewichtsklasse/n
|      | Griechisch-römisch | Griechisch-römisch    | Freistil         | Freistil              | Frauen         | Frauen                |         |
| WM   | Austragungsort     | Erfolgreichste Nation | Austragungsort   | Erfolgreichste Nation | Austragungsort | Erfolgreichste Nation | Gwk     |
| ---- | ------------------ | --------------------- | ---------------- | --------------------- | -------------- | --------------------- | ------- |
| 1975 |                    |                       | Santo Domingo    | USA                   |                |                       | 13      |
| 1980 | Stockholm          | Schweden              | Stockholm        | Irak                  |                |                       | 13      |
| 1982 | Colorado Springs   | UdSSR                 | Colorado Springs | UdSSR                 |                |                       | 10      |
| 1983 | Missoula           | USA                   | Missoula         | USA                   |                |                       | 13      |
| 1987 | ?                  | Türkei                | ?                | Indien                |                |                       | 11      |
| 1988 |                    |                       |                  |                       | Dijon          | VR China              | 10      |
| 1989 | Warrensburg        | Türkei                | Warrensburg      | USA                   |                |                       | 11      |
| 1990 | Szombathely        | Ungarn                | Szombathely      | UdSSR                 | Szombathely    | Norwegen              | 11/11/3 |
| 1991 | Alma               | Ungarn                | Alma             | Türkei                |                |                       | 11      |
| 1992 | Istanbul           | Türkei                | Istanbul         | Türkei                |                |                       | 11      |
| 1993 | Lünen              | Türkei                | Duisburg         | Russland              |                |                       | 11      |
| 1994 | Frankfort          | Türkei                | Frankfort        | Russland              |                |                       | 11      |
| 1995 | ?                  | Russland              | ?                | Russland              |                |                       | 11      |
| 1996 | Teheran            | Iran                  | Teheran          | Russland              |                |                       | 11      |
| 1997 | Maribor            | Russland              | Neu-Delhi        | Russland              |                |                       | 10      |
| 1998 | Pretoria           | Russland              | Manchester       | Russland              | Manchester     | Russland              | 10      |
| 1999 | Nykøbing Falster   | Russland              | Łódź             | Aserbaidschan         | Łódź           | Russland              | 10      |
| 2011 | Szombathely        | Iran                  | Szombathely      | Russland              | Szombathely    | Japan                 | 10      |
| 2012 | Baku               | Aserbaidschan         | Baku             | Russland              | Baku           | Japan                 | 10      |
| 2013 | Zrenjanin          | Aserbaidschan         | Zrenjanin        | Russland              | Zrenjanin      | Japan                 | 10      |
| 2014 | Snina              |                       | Snina            |                       | Snina          |                       |         |
| 2015 | Sarajevo           |                       | Sarajevo         |                       | Sarajevo       |                       |         |
| 2016 | Tiflis             |                       | Tiflis           |                       | Tiflis         |                       |         |
| 2017 | Athen              |                       | Athen            |                       | Athen          |                       |         |
| 2018 | Zagreb             |                       | Zagreb           |                       | Zagreb         |                       |         |
| 2019 | Sofia              |                       | Sofia            |                       | Sofia          |                       |         |
| 2021 | Budapest           |                       | Budapest         |                       | Budapest       |                       |         |
| 2022 | Rom                |                       | Rom              |                       | Rom            |                       |         |